# Adeline Rudolph
Adeline Rudolph (Hong Kong, 10 febbraio 1995) è un'attrice e modella tedesca.

## Biografia
Adeline Rudolph è nata insieme alla sorella gemella Caroline da padre tedesco e madre coreana il 10 febbraio 1995 a Hong Kong, dove ha frequentato la German-Swiss International School. Nel 2017 si è laureata alla UCL di Londra.
Si è trasferita negli Stati Uniti ed è diventata modella con l'agenzia NEXT Management ed è apparsa in alcuni video musicali.
Ha iniziato poi la carriera da attrice, interpretando Agatha Night in Le terrificanti avventure di Sabrina (2018-2020), Minerva Marble in Riverdale (2021) e Billie Wesker in Resident Evil (2022). Nel 2019 era stata scelta per il ruolo di protagonista nella serie tratta dal manga Tomie di Junji Ito, annullata però per la chiusura di Quibi.

## Filmografia

### Cinema
- Hellboy - L'uomo deforme (Hellboy: The Crooked Man), regia di Brian Taylor (2024)
- Mortal Kombat II, regia di Simon McQuoid (2025)

### Televisione
- Le terrificanti avventure di Sabrina (Chilling Adventures of Sabrina) – serie TV, 36 episodi (2018-2020)
- Riverdale – serie TV, 5 episodi (2021)
- Resident Evil – serie TV, 8 episodi (2022)

## Doppiatrici italiane
Nelle versioni in italiano delle opere in cui ha recitato, Adeline Rudolph è stata doppiata da:
- Lavinia Paladino in Le terrificanti avventure di Sabrina, Riverdale
- Giulia Bersani in Resident Evil